# بروجستيرون
البروجستيرون هو هرمون أنثوي يفرزه الجسم الأصفر "Corpus luteum" في المبيض خلال المرحلة البروجستيرونية أي في اخر اسبوعين من الدورة الشهرية للأنثى بعد الإباضة، وهو من الهرمونات الستيروئيدية.
يتم كذلك تكوين البروجستيرون عند الجنسين في قشر الكظر. كما يتم إفرازة بكميات كبيرة في المشيمة أثناء الحمل، وتتزايد كمياته بتقدم الحمل وتهبط قبل الولادة بأيام. هرمون البروجيسترون يعمل عن طريق تسميك بطانة الرحم المخاطية بحيث يمكن زرع البويضة المخصبة.

## دور البروجستيرون في الحمل
يطلق على البروجتستيرون أحيانا هرمون الحمل للدور الذي يقوم به في تنشئة الجنين:
- يقوم البرجستيرون بتحويل بطانة الرحم إلى المرحلة الافرازية للاعداد الرحم من أجل الغرز "implantation", وفي نفس الوقت يجعل البرجتسيرون النسيج الظهاري للمهبل "vaginal epithelium" بالإضافة الي مخاط عنق الرحم "cervical mucus" أكثر سماكة مما يمنع مرور الحيوان المنوي"sperm". أذا لم يحدث الحمل سوف تنخفض مستويات البروجتسيرون مما يؤدي إلى حيض.
- أثناء الحمل، يعمل البروجستيرون على إضعاف المناعة للأم، مما يجعل الحمل في الأم أمراً ممكناً.
- يساعد البروجتستيرون على تقليل من انقباضية العضلات الملساء للرحم "uterine smooth muscle" أثناء الحمل.
- يمنع البروجتسيرون أفراز لبن الرضاعة أثناء الحمل، ويعد انخفاض البروجتسيرون في نهاية الحمل سبباً رئيسيا لأفراز لبن الام.
- أنخفاض مستويات البروجستيرون في نهاية الحمل تعد أحد مؤشرات اقتراب موعد الولادة.

## نسبة إفراز البروجيستيرون
- في الإناث (النصف الأول من الدورة الشهرية) 0.8- 6.4 نانومول / لتر.
- في الإناث (النصف الثاني من الدورة الشهرية) 8-80 نانومول / لتر، 2.5-25 نانومول/ مللتر.
- في الذكور أقل من 3.18 نانومول / لتر (من الغدة الكظرية).
- في الأطفال 0.95 - 1.2 نانومول / لتر.
- أثناء الأشهر الأخيرة من الحمل 243 - 1166 نانومول / لتر.